# Ignác Darányi

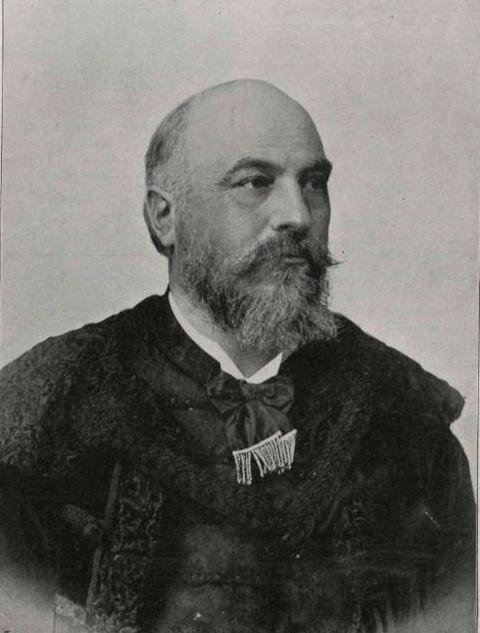
Ignác Darányi

Ignác Darányi de Pusztaszentgyörgy et Tetétlen (Pest, 15 januari 1849 – Boedapest, 27 april 1927) was een Hongaars politicus die tweemaal de functie van minister van Landbouw uitoefende: de eerste keer van 1895 tot 1903 en de tweede keer van 1906-1910.

## Biografie
Darányi studeerde af in de rechten in het jaar 1871, waarna hij aan de slag ging voor een advocatenbureau. Nadat hij in 1873 voor het advocatenexamen geslaagd was, richtte hij samen met zijn vader zelf een advocatenbureau op in de Belváros, de binnenstad van Boedapest. Zijn vader overleed in 1877, maar Darányi zette het kantoor alleen verder tot 1892. In 1877 werd de familie Darányi geadeld. Hij werd bestuurslid van verschillende instellingen en hielp bij de reddingswerken na de vloed in Szeged van 1878. In 1892 gaf hij zijn advocatenpraktijk op en kocht hij land in de Kiskunság, waarna hij zich toelegde op het beheer van zijn grondbezittingen.
Darányi was lid van de Liberale Partij en was voor deze partij lid van het Huis van Afgevaardigden van 1881 tot 1905. Hij was vicevoorzitter van de partij sinds 1893 en vicevoorzitter van het Huis van Afgevaardigden in 1895. Hij verliet de Liberale Partij in 1905 en was een stichtend lid van de Nationale Grondwetpartij. Vanaf 1910 zetelde hij als onafhankelijke, tot aan zijn dood in 1927.
Dezső Bánffy stelde hem in 1895 aan tot landbouwminister in zijn regering, een ambt dat hij ook bekleedde in de daarop volgende regering-Széll en regering-Khuen-Héderváry I. In 1906 werd hij opnieuw landbouwminister in de regering-Wekerle II.